# Symbole d'union
Le Symbole d’union, parfois appelé Symbole d'Éphèse, est l’exposé christologique signé conjointement, en 433, par Cyrille, patriarche d'Alexandrie, et Jean, patriarche d’Antioche, pour proclamer leur accord sur la théologie concernant la personne du Christ, deux ans après les affrontements du concile d’Éphèse et la condamnation de Nestorius. 

## Texte
« Nous voulons exposer ici en abrégé, et d’une manière conforme à l’Écriture et à la tradition, sans cependant rien ajouter à la foi qui a été développée à Nicée, ce que nous croyons et enseignons au sujet de la Vierge Marie Mère de Dieu et sur la manière dont le Fils de Dieu s’est fait homme. Nous faisons cela parce que c’est nécessaire ; nous le faisons, non pas pour introduire quelque chose mais pour satisfaire les autres. Car, ainsi que nous l’avons déjà dit, elle (la foi de Nicée) suffit parfaitement pour faire connaître la religion et pour réfuter les hérésies. Nous donnons cette nouvelle explication, non pas pour résoudre ce qui est incompréhensible, mais pour réfuter, par la confession de nos propres faiblesses, ceux qui veulent nous reprocher d’expliquer des choses qui sont au-dessus de l’intelligence humaine.
Nous professons

que Notre Seigneur Jésus-Christ, Fils unique de Dieu, est vrai Dieu et vrai homme, composé d’un corps et d’une âme raisonnable ;

qu’il a été engendré du Père avant tous les temps pour ce qui concerne la divinité, et, pour ce qui concerne son humanité, qu’il est né d’une Vierge à la fin des temps pour nous et notre salut ;

qu’il est de même substance que le Père pour ce qui concerne la divinité, et de même substance que nous pour ce qui concerne l’humanité, car les deux natures sont unies l’une à l’autre. Aussi ne reconnaissons-nous qu’un seul Christ, un seul Seigneur, un seul Fils.

À cause de cette union, qui est exempte de tout mélange, nous reconnaissons également que la Sainte Vierge est Mère de Dieu, parce que Dieu, le Logos, devenu chair et homme, s’est adjoint, à partir de la conception, le temple (l’humanité) qu’il a pris d’elle (de la Vierge).
Pour ce qui concerne les expressions évangéliques et apostoliques au sujet du Christ, nous savons que les théologiens appliquent une partie d’entre elles aux deux natures, parce qu’elles s’adressent à une seule personne, tandis qu’elles distinguent les autres parce qu’elles s’adressent à l’une des deux natures. Les expressions qui conviennent au Dieu s’adressent à la divinité, tandis que les expressions qui marquent l’abaissement s’adressent à l’humanité. »

## Postérité
Le progrès accompli à Éphèse, lors du concile, dans la clarification de la théologie concernant la personne du Christ et l'union hypostatique ne devait pleinement apparaître que deux ans plus tard, en 433, dans le texte signé conjointement par Cyrille d'Alexandrie et l'évêque d'Antioche Jean. Dans ce texte, les deux grands courants alexandrin et antiochien de la théologie se rencontrent dans une vision commune : 

« dans la personne du Christ, il y a lieu tout à la fois de distinguer les deux natures, divine et humaine, et de considérer leur union sans confusion. »

Malgré cet accord, l’Église de Perse, pour des raisons politiques et de personnes, refusa les conclusions du concile d’Éphèse.
Ce symbole représente le dogme des Églises chrétiennes dites non nestoriennes dont les principales églises font partie (Église catholique, Églises orthodoxes occidentales et orientales et mouvements protestants).